# Епархия Ярмута
Епархия Ярмута (лат. Dioecesis Yarmuthensis) — упразднённая епархия Римско-католической Церкви с центром в городе Ярмут, Канада. Епархия Ярмута входила в архиепархию Галифакса. Кафедральным собором епархии являлся Собор святого Амвросия.

## История
6 июля 1953 года Святой Престол учредил епархию Ярмута, выделив её из архиепархии Галифакса.
22 октября 2009 года епархией Ярмута была объединена с епархией Галифакса и получила свое нынешнее название.

## Ординарии епархии
- епископ Albert Leménager (6.07.1953 — 17.08.1967);
- епископ Austin-Emile Burke (1.02.1968 — 8.07.1991);
- епископ James Matthew Wingle (31.05.1993 — 9.11.2001)
  - епископ Terrence Thomas Prendergast (22.01.2002 — 14.05.2007) — апостольский администратор;
  - епископ Claude Champagne (13.01.2007 — 18.10.2007) — апостольский администратор;
  - епископ Anthony Mancini (18.10.2007 — по настоящее время) — апостольский администратор.

## Источник
- Annuario Pontificio, Libreria Editrice Vaticana, Città del Vaticano, 2003, ISBN 88-209-7422-3